# WASH
WASH（97.9 FM），是一家位于华盛顿特区的调频广播电台，由清晰频道通信公司经营，播放当代成人音乐。该电台发射功率为17.5千瓦，覆盖华盛顿特区及其周边。除模拟调频广播外，WASH通过HD Radio进行数字传输，也可在互联网上听到该电台的节目。